# داویت باباخانیان
داویت باباخانیان (ارمنی: Դավիթ Բաբախանյան؛ زادهٔ ۲ ژوئیهٔ ۱۹۷۵) کارگردان فیلم، فیلم‌نامه‌نویس، تهیه‌کننده اهل ارمنستان است. وی از سال ۱۹۹۵ میلادی تا کنون فعالیت می‌کند.

## زندگی‌نامه
وی در ۲ ژوئیهٔ ۱۹۷۵ در ایروان به دنیا آمد و از دانشگاه پزشکی دولتی ایروان فارغ‌التحصیل گشت.

## گزیده فیلمشناسی
از فیلم‌ها یا برنامه‌های تلویزیونی که وی در آن سمت داشته‌است می‌توان به آثار زیر اشاره کرد.
| عنوان                                 | سمت                          | گونه | سال  |
| ------------------------------------- | ---------------------------- | ---- | ---- |
| حیاط ما                               |                              |      | ۱۹۹۵ |
| فول هاوس (مجموعه تلویزیونی ارمنستانی) |                              |      | ۲۰۱۴ |
| دومینو (مجموعه تلویزیونی ارمنستانی)   | ت                            |      | ۲۰۱۵ |
| شمال-جنوب                             | کارگردان فیلم و فیلم‌نامه‌نویس | کمدی | ۲۰۱۵ |